# Saham Club
El Saham Club es un equipo de fútbol de Omán que juega en la Liga Omaní de Fútbol, la liga de fútbol más importante del país.
Fue fundado en la ciudad de Saham y nunca ha sido campeón de Liga, aunque sí ha ganado la Copa del Sultán en una ocasión, en la cual cortó la racha de 7 títulos consecutivos de Copa del Dhofar Club. También ha ganado la Supercopa en 1 ocasión.
A nivel internacional ha participado en un torneo continental, en la Copa de la AFC del año 2010, donde fue eliminado en la fase de grupos por el Al-Karamah de Siria, el Shabab Al Ordon Al Qadisiya de Jordania y el Al-Ahli San'a de Yemen.
Bajó de categoría en la temporada 2010-11 al terminar en el puesto 11 de un total de 12 equipos, ya que los dos últimos descendían.

## Palmarés
- Copa del Sultan Qaboos: 2

2010, 2016
- Supercopa de Omán: 2

2010, 2016
- Copa de la Liga de Omán: 1

2014

## Participación en competiciones de la AFC
- Copa de la AFC: 1 aparición

2010 - Fase de grupos

## Jugadores destacados
- Laith Nasseri
- Yaqoob Abdl Karim
- Rafaiel
- Salamon
- Yassine Alami Talbi
- Fadi Ali Diab